# Архангел (село)
 Тази статия е за селото в Северна Македония.  За християнското митично същество вижте Архангел.  
Архангел (на македонска литературна норма: Арангел; на албански: Arangjeli) е село в Северна Македония, община Кичево.

## География
Селото е разположено в областта Горно Кичево, североизточно от Кичево в западните поли на Челоица.

## История
На 1 km източно от селото е разположена късноантичната и средновековна крепост Маркулия. Под нея в местността Манастирище има остатъци от съвременното на крепостта рударско селище, а в местността Мегя руини от раннохристиянска базилика.
Според „Кичево в миналото си и сега“ Архангелъ е заселено от арнаути дошли от Полога в XVIII век.
В XIX век Архангел е село в Кичевска каза на Османската империя. В „Етнография на вилаетите Адрианопол, Монастир и Салоника“, издадена в Константинопол в 1878 година и отразяваща статистиката на населението от 1873 година Архангел (Arhanguel) е посочено като село с 32 домакинства с 92 жители мюсюлмани и 26 българи.
Според статистиката на Васил Кънчов („Македония. Етнография и статистика“) към 1900 година в Архангел живеят 50 българи християни и 175 арнаути мохамедани.
На Етнографската карта на Битолския вилает на Картографския институт в София от 1901 година Архангел е смесено село българи, помаци и албанци в Кичевската каза на Битолския санджак с 30 къщи.
Цялото християнско население на селото е под върховенството на Българската екзархия. По данни на секретаря на екзархията Димитър Мишев („La Macédoine et sa Population Chrétienne“) в 1905 година в Архангел има 80 българи екзархисти.
След Междусъюзническата война в 1913 година селото попада в Сърбия.
На етническата си карта на Северозападна Македония в 1929 година Афанасий Селишчев отбелязва Архангел като смесено българо-албанско село.
Според преброяването от 2002 година селото има 709 жители.
| Националност     | Всичко |
| северномакедонци | 0      |
| албанци          | 708    |
| турци            | 0      |
| роми             | 0      |
| власи            | 0      |
| сърби            | 0      |
| бошняци          | 0      |
| други            | 1      |

От 1996 до 2013 година селото е част от община Осломей.

## Личности
Родени в Архангел
- Петър Николов (Петър Николич), български строител
- Осман Кадриу, северномакедонски юрист